# Hippolyte Léty
Hippolyte Lety, né le 24 janvier 1878 à Vienne (Isère) où il est mort le 10 décembre 1959, est un artiste peintre français.

## Biographie
Marius Hippolyte Léty est le fils de de François Léty, menuisier, et de Philomène Robin, tailleuse.
Élève à Lyon de Tony Zac et de Alexandre François Bonnardel, puis à Paris, de Léon Bonnat, Ferdinand Humbert et Luc-Olivier Merson, il expose au Salon de 1894 à 1914. 
Il obtient une première médaille en 1908, le prix Raigecourt-Goyon en 1925, et la médaille d'or l'année suivante.
Il part à Tourcoing où il est professeur à l'École d'art.
Il prend sa retraite à Vienne où il meurt le 10 décembre 1959 à l'âge de 81 ans.